# Brännesjön
Brännesjön är en sjö i Gislaveds kommun i Småland och ingår i Nissans huvudavrinningsområde. Vid provfiske har abborre fångats i sjön.